# Fimoscolex ohansi
Fimoscolex ohansi är en ringmaskart som beskrevs av Wilhelm Michaelsen. Fimoscolex ohansi ingår i släktet Fimoscolex och familjen Glossoscolecidae. Inga underarter finns listade i Catalogue of Life.